# Savona
Savona (en ligur Sann-a) es una ciudad italiana de la región de Liguria, capital de la provincia homónima. Se encuentra en la llamada Riviera delle Palme.

## Geografía
Se sitúa en la Riviera Ligure del poniente, atravesada por el río Letimbro, en la conjunción de dos autopistas: la Autostrada dei Fiori que une Génova con Ventimiglia, y la Autostrada A6 Savona-Torino. Está ubicada a 45 km de Génova.
Es, por importancia de mercancías, el tercer puerto de Liguria (luego de Génova y La Spezia), y actúa también como salida al mar para las industrias de Piamonte y Lombardía. Posee, además, una importante actividad ferroviaria debido a las vías que la atraviesan, que se dirigen hasta el cercano territorio francés y conexión por carretera con Turín a través de la A6 Savona-Torino.
Savona es también un importante puerto turístico, dotado de una estación marítima eficiente y moderna en donde recalan anualmente numerosos cruceros que la conectan con decenas de destinos alrededor del mundo, especialmente desde que se convirtió en terminal de la compañía italiana | Costa Crociere.
Las playas de Savona obtuvieron la distinción de Bandiera Blu en 2002, 2003, 2004, 2005, 2006, 2007, 2008, 2009, 2010, 2011 y 2012. También el puerto turístico de la Vieja Dársena (llamada Cû de Beu en lengua ligur) fue reconocido con el mismo premio en dichos años.

## Población
Tiene una población aproximada de 61 946 habitantes (2007), lo que supone una densidad de 953 hab./km² (según datos Istat del 2007).
Su área urbana, que comprende las municipalidades de Albissola Marina, Albisola Superiore, Quiliano y Vado Ligure, cuenta con 94 100 habitantes.

## Historia
Antiguo asentamiento de los Ligures Sabacios, la ciudad fue aliada de Cartago en la segunda guerra púnica contra Roma, por entonces aliada con Génova. Roma sometió finalmente a Savona en torno al 180 a. C. y le dio el nombre de Savo Oppidum Alpinum. En épocas romanas Savona suplantó desde fines de siglo II a. C. el rol de Génova como puerto principal de la Liguria.

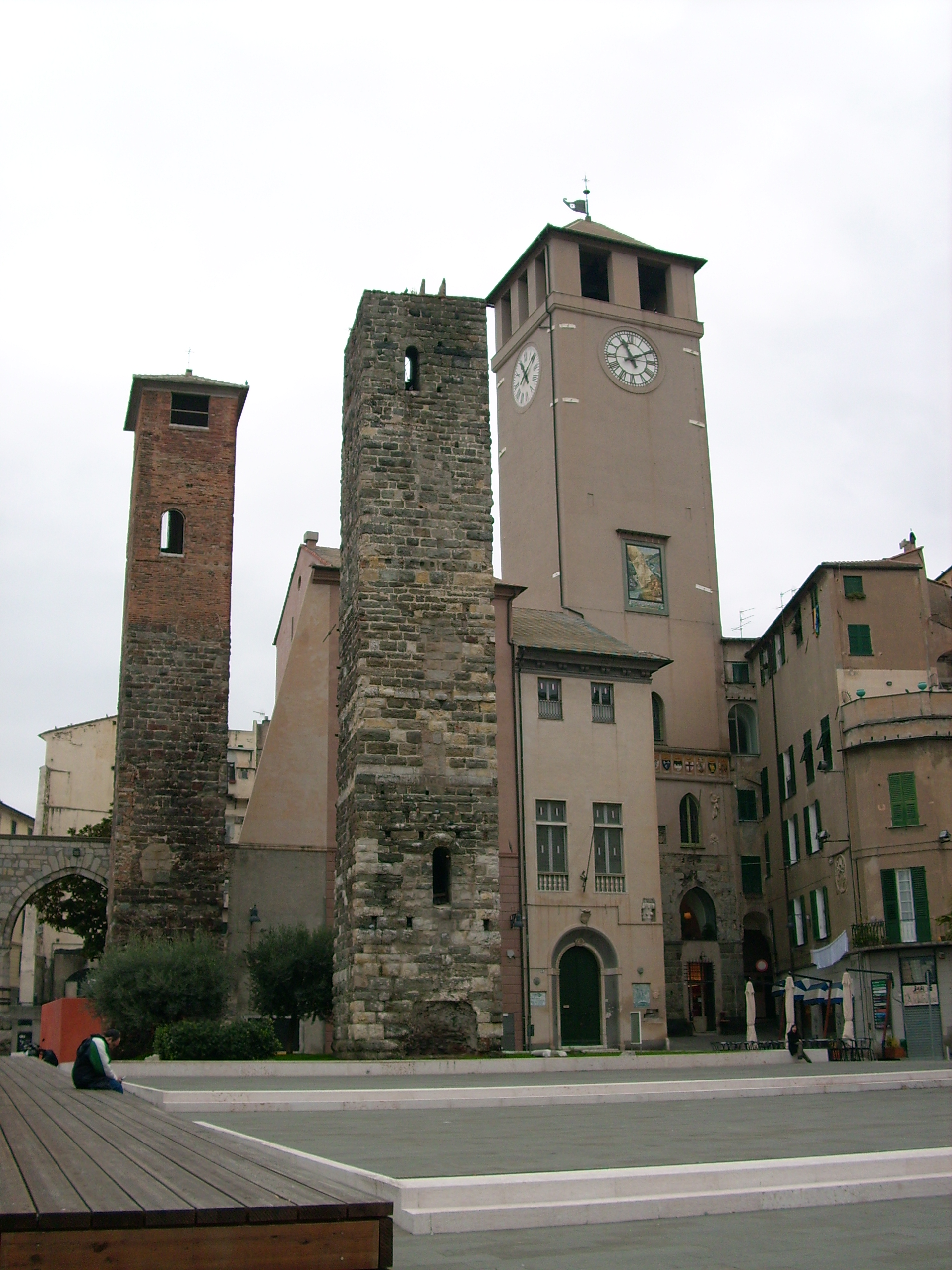
Torres medievales

Luego de ser destruida por el rey longobardo Rotari en el 641, recuperó su riqueza y su comercio marítimo bajo el dominio de los francos de Carlomagno, y derrotando a los piratas sarracenos en ásperas luchas se constituyó como ciudad libre en el 1191 (Hoc habet ex Coelis, q. sit Saona fidelis fue su lema medieval).
En el siglo XI, Savona, en un principio aliada de la República de Génova, sostuvo contra ella duras luchas pero también fuertes vínculos, especialmente con algunos duques de la familia Campofregoso, que intentaron de instaurar en ella una "signoria" personal.
Se estima que en el siglo XIII su puerto estuviese entre los primeros del Mediterráneo en cuanto a capacidad de recepción de grandes naves mercantiles. Durante el siglo XIV, Savona llegó a tener una población estimada en el 150 % de la población de Roma, que por ese entonces vivía un profundo declive.
Vivió su edad de máximo esplendor en el siglo XV, dándosele el nombre de “Ciudad de los Papas”. Esto se debe a que una de las familias más influyentes de la ciudad, los Della Rovere, tuvo entre sus miembros a dos de los sucesores de san Pedro: Francesco della Rovere (Sixto IV), y su sobrino Giuliano Della Rovere (Julio II). El primero, promotor de la Capilla Sixtina; el segundo, mecenas de Miguel Ángel, Bramante y Rafael.
A Savona se le atribuye la invención del jabón sólido, siendo interesante notar la relación entre el nombre de esta ciudad y la palabra francesa "savon" (jabón).

## Religión
Savona es la sede del obispado de la diócesis de Savona-Noli. Su Santuario reviste desde hace siglos particular importancia, con peregrinajes desde muchas partes de Italia. Nuestra Señora de la Misericordia de Savona fue entronizada en él por el papa Pío VII, prisionero de Napoleón Bonaparte en esta ciudad, en 1815. Savona fue con Pío VII sede oficial del papado, lo que la incluye a la par de Roma y Aviñón, si bien por un período brevísimo.

## Monumentos y lugares de interés

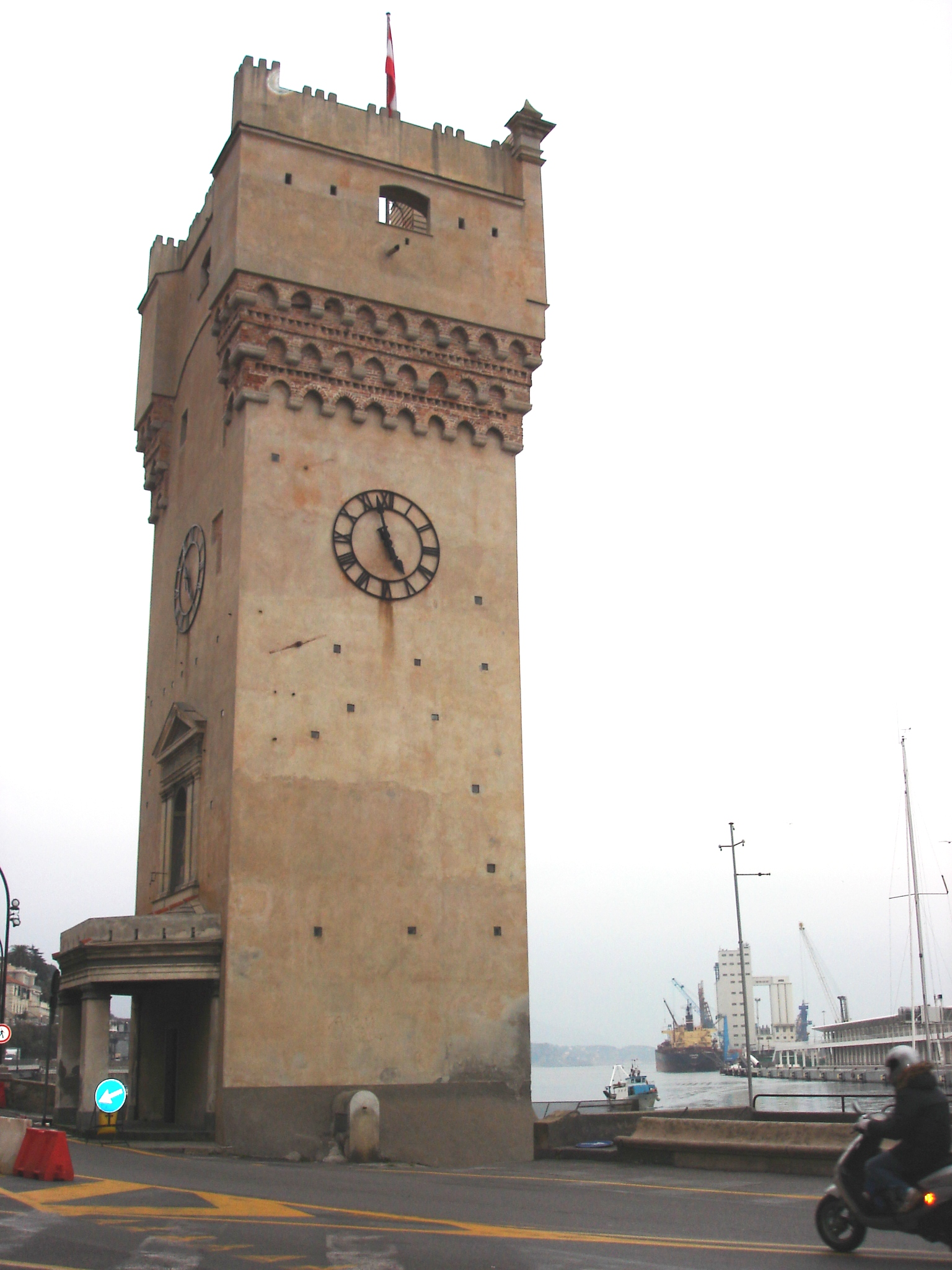
La Torre León Pancaldo ("A Torretta"), símbolo de la ciudad de Savona

Símbolo de Savona es la Torretta en Piazza León Pancaldo, construida en el siglo XIV en la encrucijada estratégica del puerto, que lleva el nombre del importante navegante savonés del siglo XVI, fallecido en Buenos Aires, que circunnavegó el globo junto a Fernando de Magallanes, hasta ser capturado por los portugueses en las islas Molucas y ser liberado tiempo después en Lisboa, antes de volver a España, donde posteriormente se embarcó de nuevo en nuevas expediciones, muriendo finalmente en el Río de la Plata en 1540.
La Capilla Sixtina de Savona, recientemente restaurada, es la única existente además de la celebérrima capilla romana del mismo nombre, y fue proyectada por el papa savonés Sixto IV Della Rovere como monumento sepulcral para sus progenitores. También se destacan la Cattedrale dell'Assunta y el Santuario di Nostra Signora della Misericordia, dedicado a la patrona de Savona, construido entre 1536 y 1540.

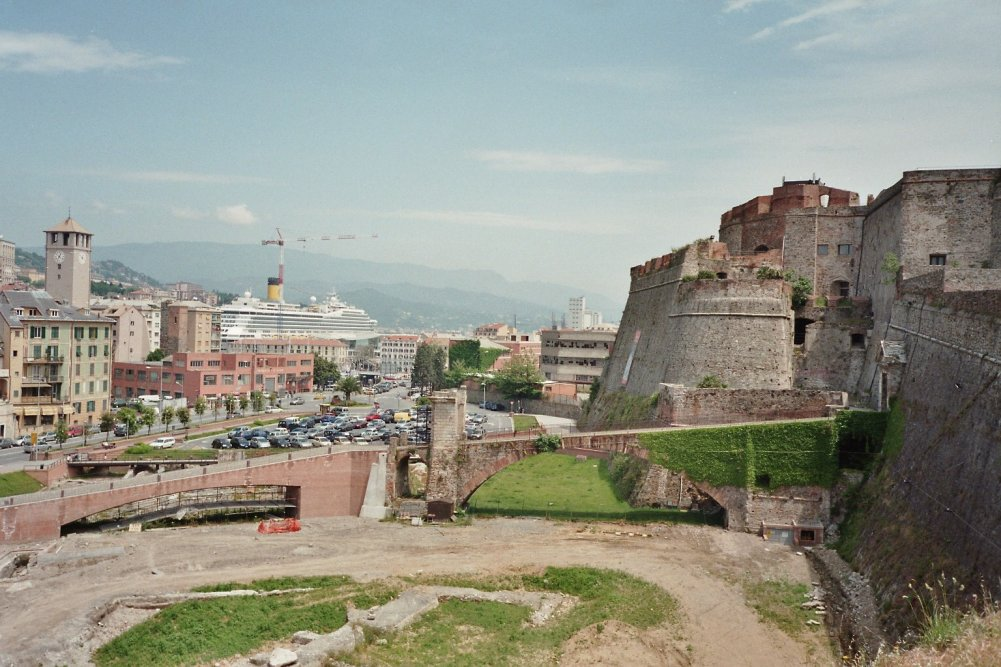
Fortaleza del Priamar

El Priamar (pri-a-mar, piedra en torno al mar) es una fortaleza levantada sobre el Prolungamento y edificada por la República de Génova en 1542.
Entre otros monumentos y lugares de interés se encuentran: las Torres del Brandale (A Campanassa), el Teatro Gabriello Chiabrera, el Monumento a los Caídos en Piazza Goffredo Mameli, la Fontana del Pesce en Piazza Marconi, el Monumento a Garibaldi en la Piazza Eroi dei Due Mondi, el llamado Tempietto Boselli y el Palazzo Della Rovere.
Se mencionan entre sus museos el Museo Civico Storico Archeologico di Savona, el Museo del Tesoro della Cattedrale di Nostra Signora della Misericordia, la Pinacoteca Civica, el Museo Sandro Pertini y el Museo Renata Cuneo.
Alberga también un moderno campus universitario dependiente de la Università degli Studi di Genova con facultades de Medicina, Economía, Ingeniería y Ciencias de la Comunicación.

## Demografía
| Gráfica de evolución demográfica de Savona entre 1861 y 2001 |
|                                                              |
| Fuente ISTAT - elaboración gráfica de Wikipedia              |

## Ciudades hermanadas
Savona está hermanada con:
- Bayamo (Cuba)
- Isla Saona (República Dominicana)
- Villingen-Schwenningen (Alemania)